# Meteorus albistigma
Meteorus albistigma (лат.) — вид паразитических наездников рода Meteorus из семейства Braconidae. Центральная Америка: Коста-Рика.

## Описание
Мелкие наездники, длина около 3 мм. Основная окраска тела коричневая с жёлтыми и тёмными отметинами; ноги жёлтые. От близких видов отличаются следующими признаками: птеростигма белая, затылочный киль полный; глаза сходящиеся, максимальная ширина лица равна 1,8 × минимальная ширина; нотаули глубоко вдавленные, отчетливые и ямчатые; проподеум морщинистый, без килей и срединного вдавления; задние тазики пунктированные; коготки лапок с большой лопастью; дорсопе отсутствует, яйцеклад в 2,7 раза длиннее первого тергита. Усики самок тонкие, нитевидные, состоят из 20 члеников. Первый брюшной тергит стебельчатый (петиоль короткий). Нижнегубные щупики состоят из 3 сегментов. Трохантеллюс (2-й вертлуг) отделён от бедра. В переднем крыле развита 2-я радиомедиальная жилка. Предположительно, как и другие виды рода эндопаразитоиды гусениц бабочек или личинок жуков. Вид был впервые описан в 2015 году американскими энтомологами Helmuth Aguirre, Scott Richard Shaw (University of Wyoming, Department of Ecosystem Science and Management, Laramie, Вайоминг, США) и Luis Felipe Ventura De Almeida (Universidade Federal de São Carlos, Departamento de Ecologia e Biologia Evolutiva, São Carlos, Бразилия).